# Yeshivá Netiv Aryeh
La Yeshivá Netiv Aryeh (en hebreo: ישיבת נתיב אריה) es una yeshivá judía ortodoxa, situada en la plaza del Muro de las Lamentaciones, ubicada en la Ciudad Vieja de Jerusalén. La yeshivá, tiene una ideología sionista religiosa, y fue fundada en 2003 por el Rabino Aharon Bina. El Rabino Chizkiyahu Nebenzahl es el actual director de la yeshivá.

## Historia
La yeshivá lleva el nombre del padre del Rabino Bina, el Rabino Aryeh Bina. La yeshivá ocupa un edificio que antiguamente albergaba la yeshivá del Rabino Shlomo Goren, el primer jefe del rabinato militar de las Fuerzas de Defensa de Israel, y el cuarto Gran Rabino asquenazí de Israel.
La yeshivá abrió sus puertas en el mes de septiembre de 2003, después de una división en el liderazgo de la Yeshivá del Kotel, y comenzó con más de 200 estudiantes. La mayoría de sus miembros son estudiantes de educación secundaria, de habla inglesa, procedentes de los Estados Unidos, y algunos estudiantes provienen del Reino Unido y de Canadá.
Los estudiantes de la yeshivá siguen un plan de estudios que consiste en: Talmud, Halajá, filosofía judía, sionismo y judaísmo jasídico. La yeshivá se enorgullece de tener una alta proporción de maestros y estudiantes, lo que ayuda a fomentar las relaciones de por vida entre los estudiantes y los rabinos, para ayudar a fomentar estas relaciones, los estudiantes también tienen una lección (shiur) cada martes por la noche en casa de los miembros del personal que viven en la Ciudad Vieja de Jerusalén.